# Mantas Samusiovas
Mantas Samusiovas (ur. 8 września 1978 w Kownie) – litewski piłkarz grający na pozycji obrońcy, reprezentant Litwy.

## Kariera piłkarska

### Kariera klubowa
W 1994 rozpoczął karierę piłkarską w FBK Kowno, w którym rozegrał 100 meczów. W 2000 przeszedł do łotewskiego klubu Skonto Ryga. Na początku 2003 przeniósł się do rosyjskiego Torpeda Moskwa. W 2006 na pół sezonu powrócił na Litwę, gdzie bronił barw Sūduvy Mariampol, po czym grał w rosyjskim FK Chimki. Na początku 2009 powrócił do Sūduvy, a latem tego samego roku został piłkarzem ukraińskiego Illicziwca Mariupol, który opuścił po zakończeniu sezonu. Ale już w sierpniu powrócił do klubu, w którym występował do końca 2010.

## Kariera reprezentacyjna
W latach 1997–1999 występował w reprezentacji Litwy.

## Sukcesy i odznaczenia

### Sukcesy klubowe
- mistrz Litwy: 1999
- mistrz Łotwy: 2000, 2001, 2002, 2003
- zdobywca Pucharu Łotwy: 2000, 2001, 2002